# 뉴멕시코주의 통계 지구

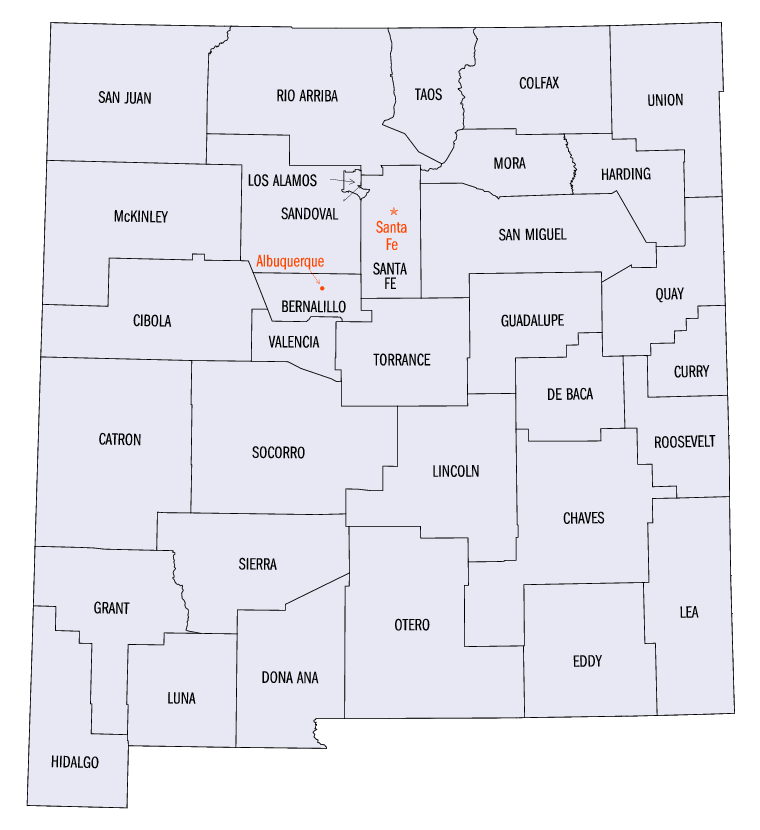
뉴멕시코 주의 군들

뉴멕시코의 주기

뉴멕시코의 통계 지구(New Mexico Statistical Area)는 뉴멕시코 주에 있는 통계 지구이다.

## 범례
| 범례      | 의미                                     |
| --------- | ---------------------------------------- |
|           | 텍사스에 속하는 지역                     |
|           | 2개의 주 이상에 걸친 지역(뉴멕시코 해당) |
| 초록 글씨 | 다른 주에 속하는 지역의 인구 수          |
| 파란 글씨 | 뉴멕시코와 다른 주에 걸친 지역의 인구 수 |

## 배치도
| 복합 통계 지구                    | 인구              | 핵심 기반 통계 지구    | 인구     | 군           | 인구      |
| --------------------------------- | ----------------- | ---------------------- | -------- | ------------ | --------- |
| 앨버키키-산타페-라스베이거스 지구 | 1,158,464         | 앨버키키 지구          | 918,018  | 베르나릴로   | 679,121   |
| 앨버키키-산타페-라스베이거스 지구 | 1,158,464         | 앨버키키 지구          | 918,018  | 샌도벌       | 146,748   |
| 앨버키키-산타페-라스베이거스 지구 | 1,158,464         | 앨버키키 지구          | 918,018  | 발렌시아     | 76,688    |
| 앨버키키-산타페-라스베이거스 지구 | 1,158,464         | 앨버키키 지구          | 918,018  | 토런스       | 15,461    |
| 앨버키키-산타페-라스베이거스 지구 | 1,158,464         | 산타페 지구            | 150,358  | 샌타페이     | 150,358   |
| 앨버키키-산타페-라스베이거스 지구 | 1,158,464         | 에스파뇰라 지구        | 38,921   | 리오아리바   | 38,921    |
| 앨버키키-산타페-라스베이거스 지구 | 1,158,464         | 라스베이거스 지구      | 31,798   | 샌미겔       | 27,277    |
| 앨버키키-산타페-라스베이거스 지구 | 1,158,464         | 라스베이거스 지구      | 31,798   | 모라         | 4,521     |
| 앨버키키-산타페-라스베이거스 지구 | 1,158,464         | 로스앨러모스 지구      | 19,369   | 로스앨러모스 | 19,369    |
| 엘패소-라스크루시스 지구          | 1,062,319 218,195 | 엘패소 지구            | 844,124  | 엘패소       | 839,238   |
| 엘패소-라스크루시스 지구          | 1,062,319 218,195 | 엘패소 지구            | 844,124  | 허드스페스   | 4,886     |
| 엘패소-라스크루시스 지구          | 1,062,319 218,195 | 라스크루시스 지구      | 218,195  | 도냐아나     | 218,195   |
| 클로비스-포르탈레스 지구          | 67,454            | 클로비스 지구          | 48,954   | 커리         | 48,954    |
| 클로비스-포르탈레스 지구          | 67,454            | 포르탈레스 지구        | 18,500   | 루스벨트     | 18,500    |
| 없음                              | 없음              | 파밍턴 지구            | 123,958  | 샌환         | 123,958   |
| 없음                              | 없음              | 갤럽 지구              | 71,367   | 맥킨리       | 71,367    |
| 없음                              | 없음              | 홉스 지구              | 71,070   | 리           | 71,070    |
| 없음                              | 없음              | 앨라모고도 지구        | 67,490   | 오테로       | 67,490    |
| 없음                              | 없음              | 로즈웰 지구            | 64,615   | 차베스       | 64,615    |
| 없음                              | 없음              | 칼즈배드-아테시아 지구 | 58,490   | 에디         | 58,490    |
| 없음                              | 없음              | 타오스 지구            | 32,723   | 타오스       | 32,723    |
| 없음                              | 없음              | 실버시티 지구          | 26,998   | 그랜트       | 26,998    |
| 없음                              | 없음              | 그랜츠 지구            | 26,675   | 시볼라       | 26,675    |
| 없음                              | 없음              | 데밍 지구              | 23,709   | 루나         | 23,709    |
| 없음                              | 없음              | 루이도소 지구          | 19,572   | 링컨         | 19,572    |
| 없음                              | 없음              | 없음                   | 없음     | 소코로       | 16,637    |
| 없음                              | 없음              | 없음                   | 없음     | 콜팩스       | 11,941    |
| 없음                              | 없음              | 없음                   | 없음     | 시에라       | 10,791    |
| 없음                              | 없음              | 없음                   | 없음     | 퀘이         | 8,253     |
| 없음                              | 없음              | 없음                   | 없음     | 과달루페     | 4,300     |
| 없음                              | 없음              | 없음                   | 없음     | 히댈고       | 4,198     |
| 없음                              | 없음              | 없음                   | 없음     | 유니언       | 4,059     |
| 없음                              | 없음              | 없음                   | 없음     | 카트론       | 3,527     |
| 없음                              | 없음              | 없음                   | 없음     | 데바카       | 1,748     |
| 없음                              | 없음              | 없음                   | 없음     | 하딩         | 625       |
| 뉴멕시코                          | 뉴멕시코          | 뉴멕시코               | 뉴멕시코 | 뉴멕시코     | 2,096,859 |

## 참고
- 인구 수는 2019년 기준이며 단위는 '명'이다.
- 샌타페이군은 뉴멕시코주 행정 기관들이 있는 산타페가 있기 때문에 굵은 글씨로 표기했다.

## 같이 보기
- 대도시 통계 지구